# BMW R 1200 RT
BMW R 1200 RT je motocykl kategorie cestovní motocykl, vyvinutý firmou BMW, vyráběný od roku 2005. Jeho předchůdcem byl model BMW R 1150 RT. Sesterské modely jsou enduro BMW R 1200 GS, nakedbike BMW R 1200 R, sportovní BMW R 1200 ST a chopper BMW R 1200 C. Vyráběn byl v Berlíně-Spandau.
Je oblíbený jako policejní motocykl v různých zemích.

## Technické parametry
- Rám: ocelový příhradový
- Suchá hmotnost: 229 kg
- Pohotovostní hmotnost: 259 kg
- Maximální rychlost: 206 km/h
- Spotřeba paliva: 5,65 l/100 km

## Galerie

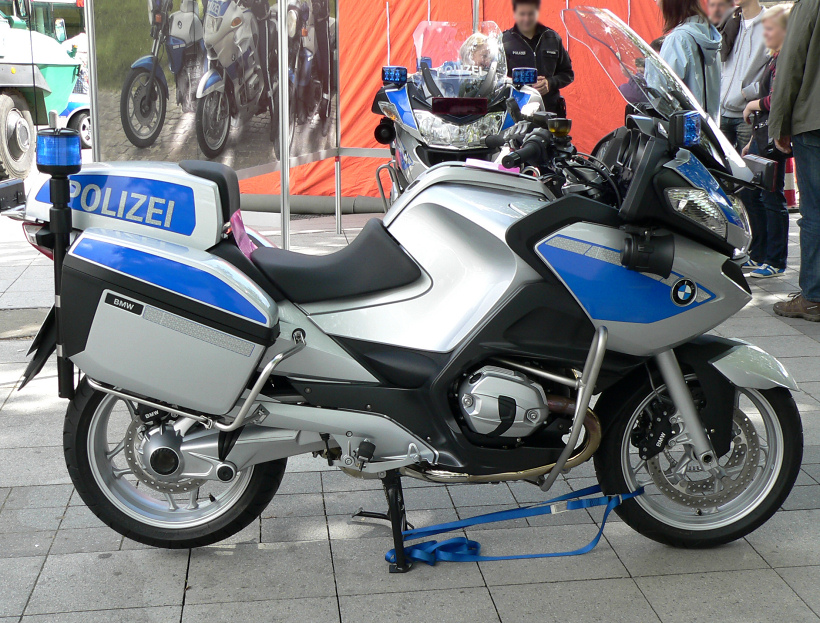
Police Dolní Sasko
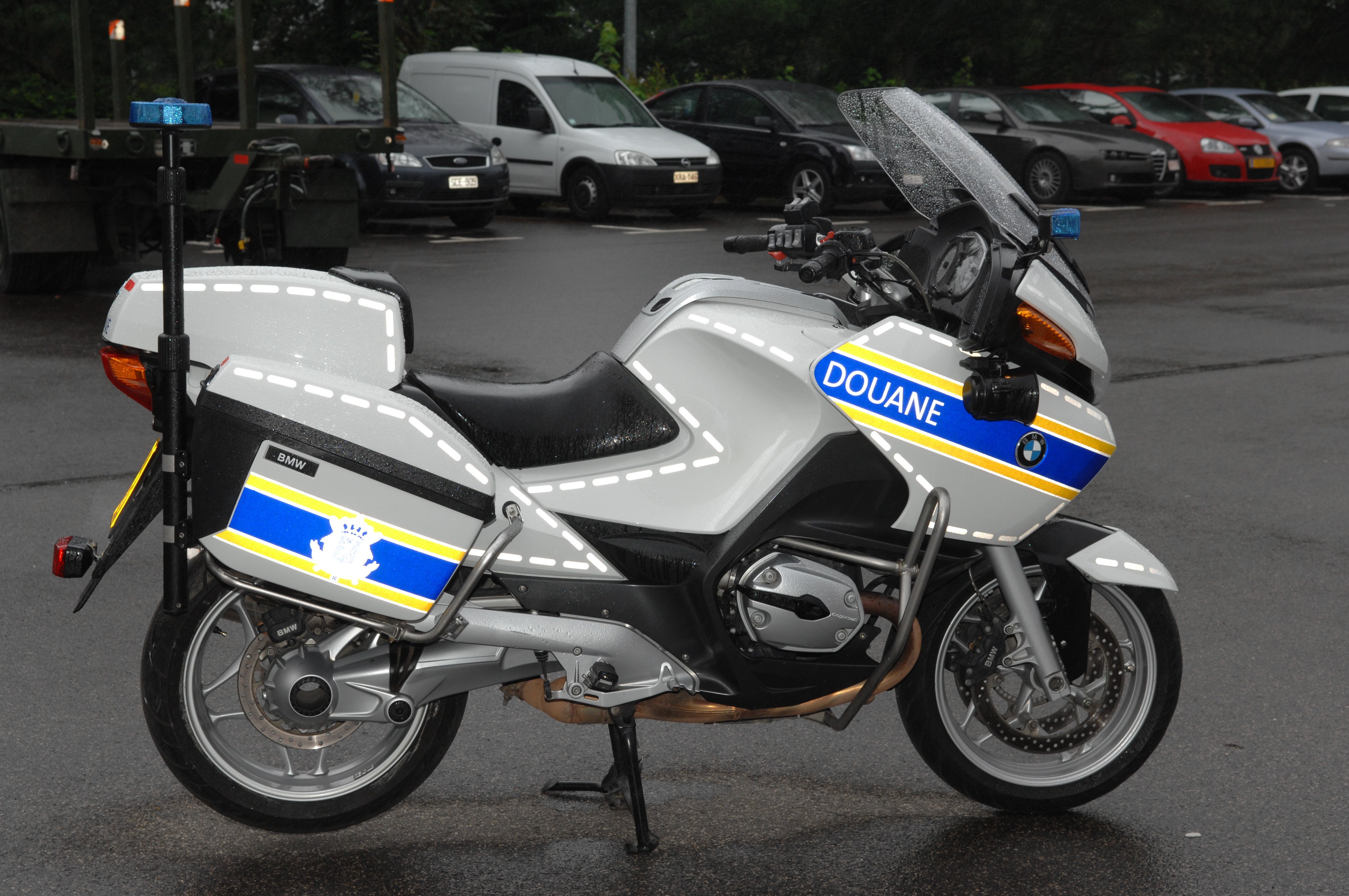
Belgická policie
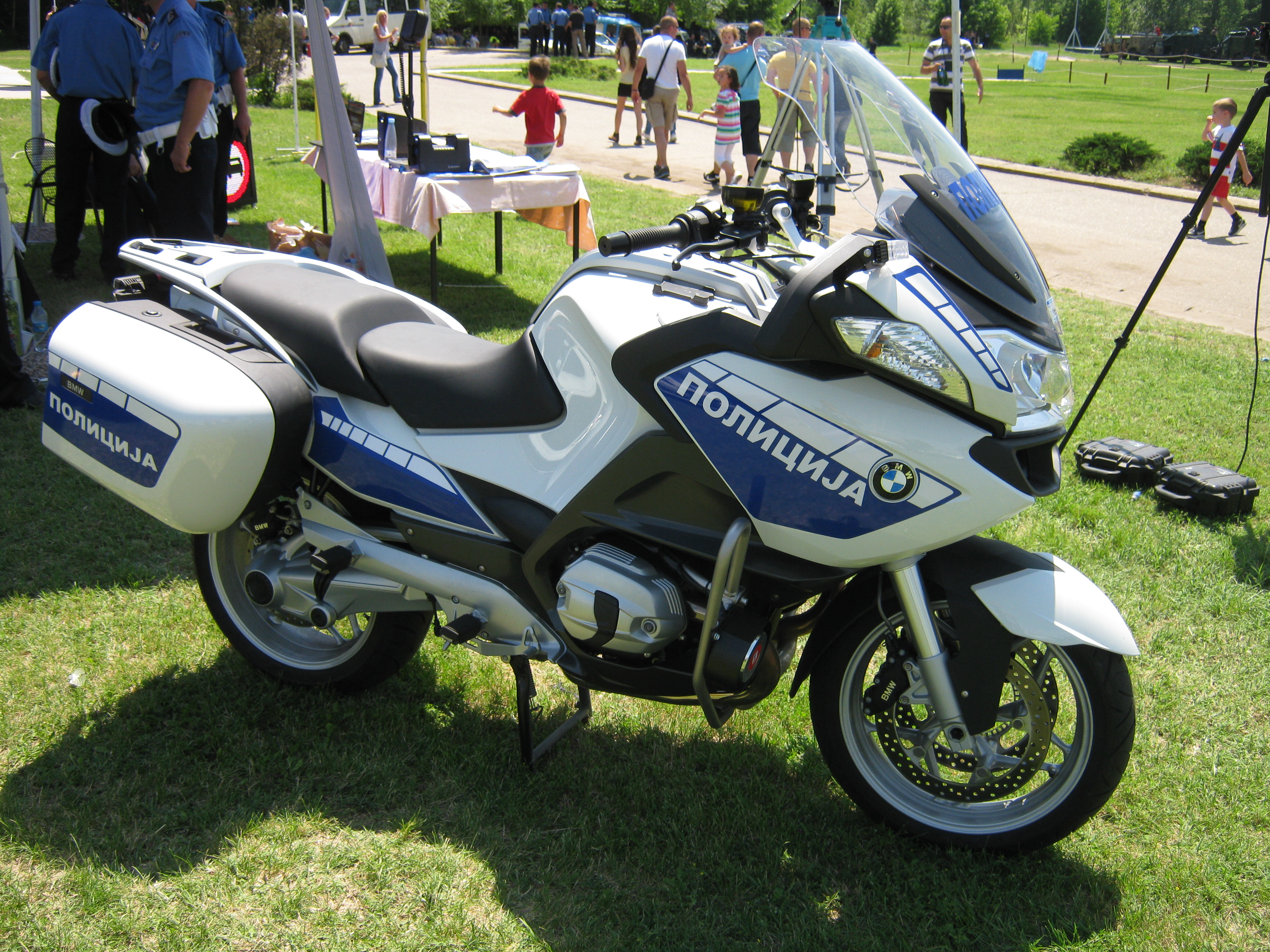
BMW R 1200 RT srbské policie
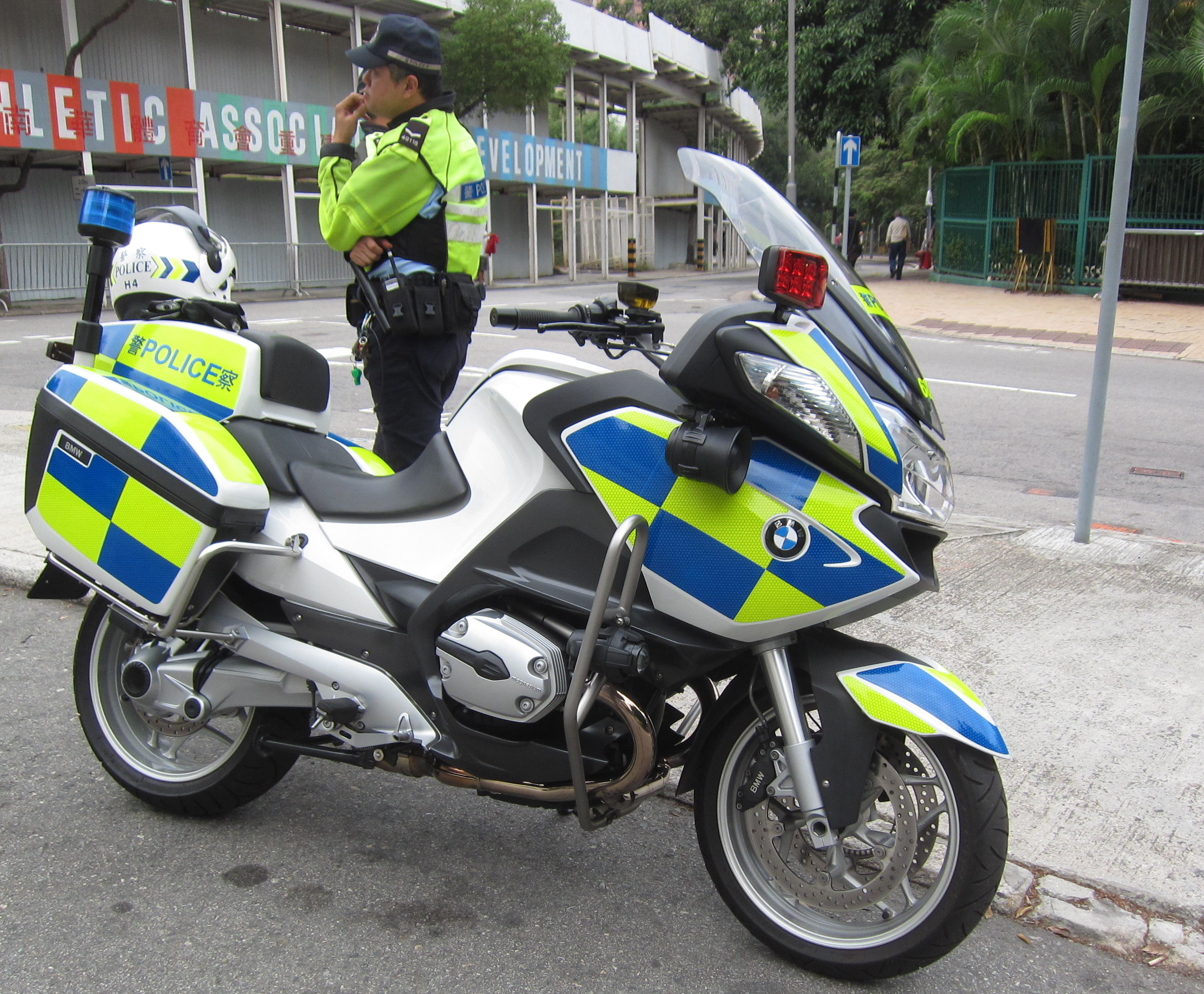
Policie Hong Kong
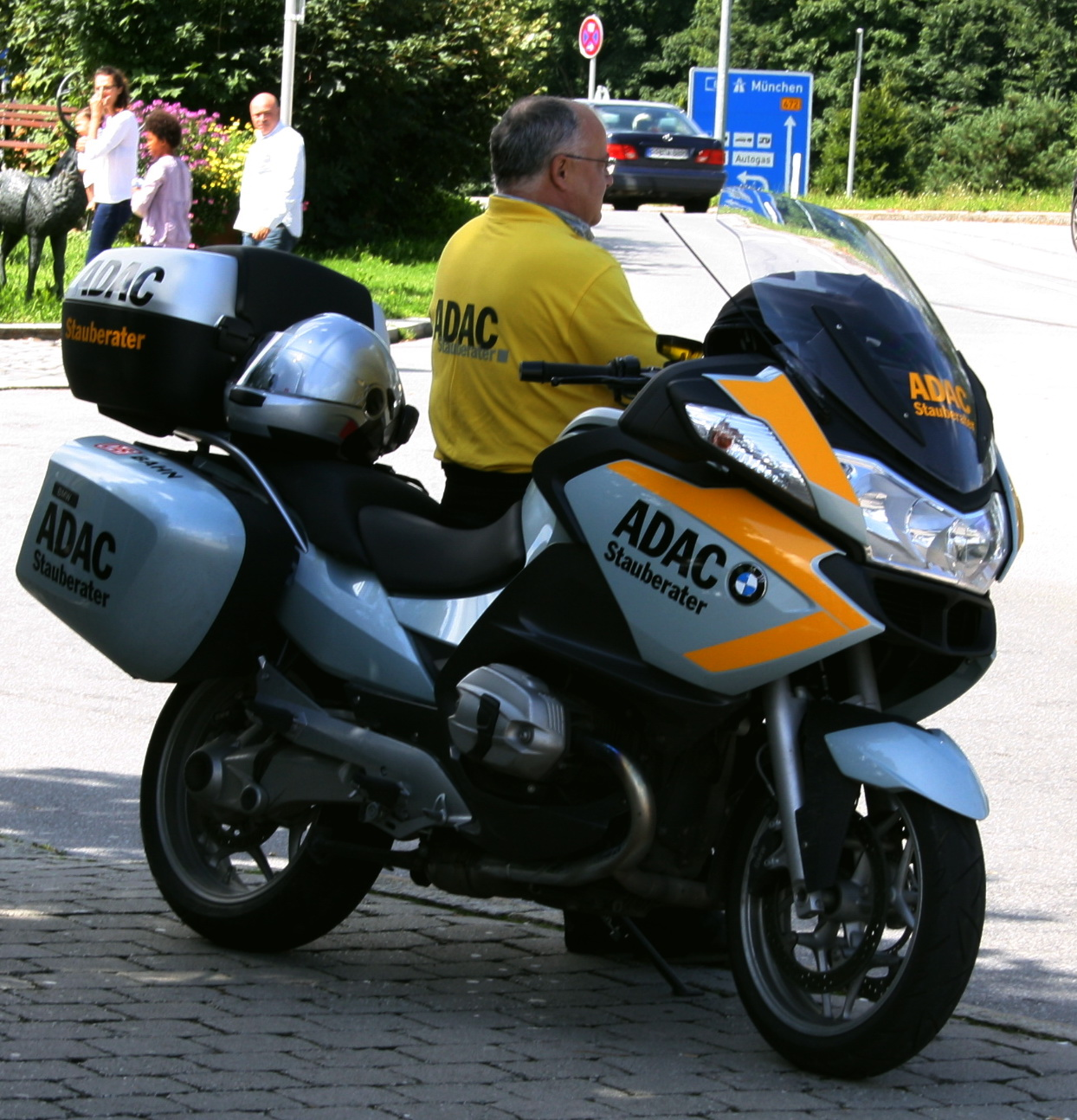
ADAC
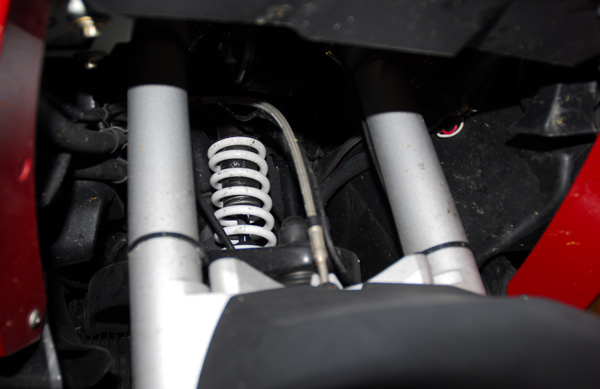
Zavěšení Telelever
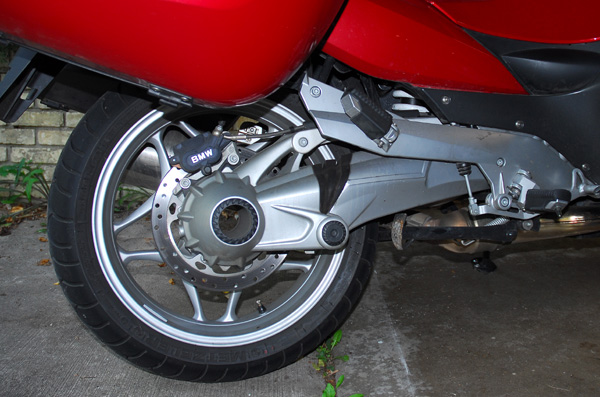
Zavěšení Paralever
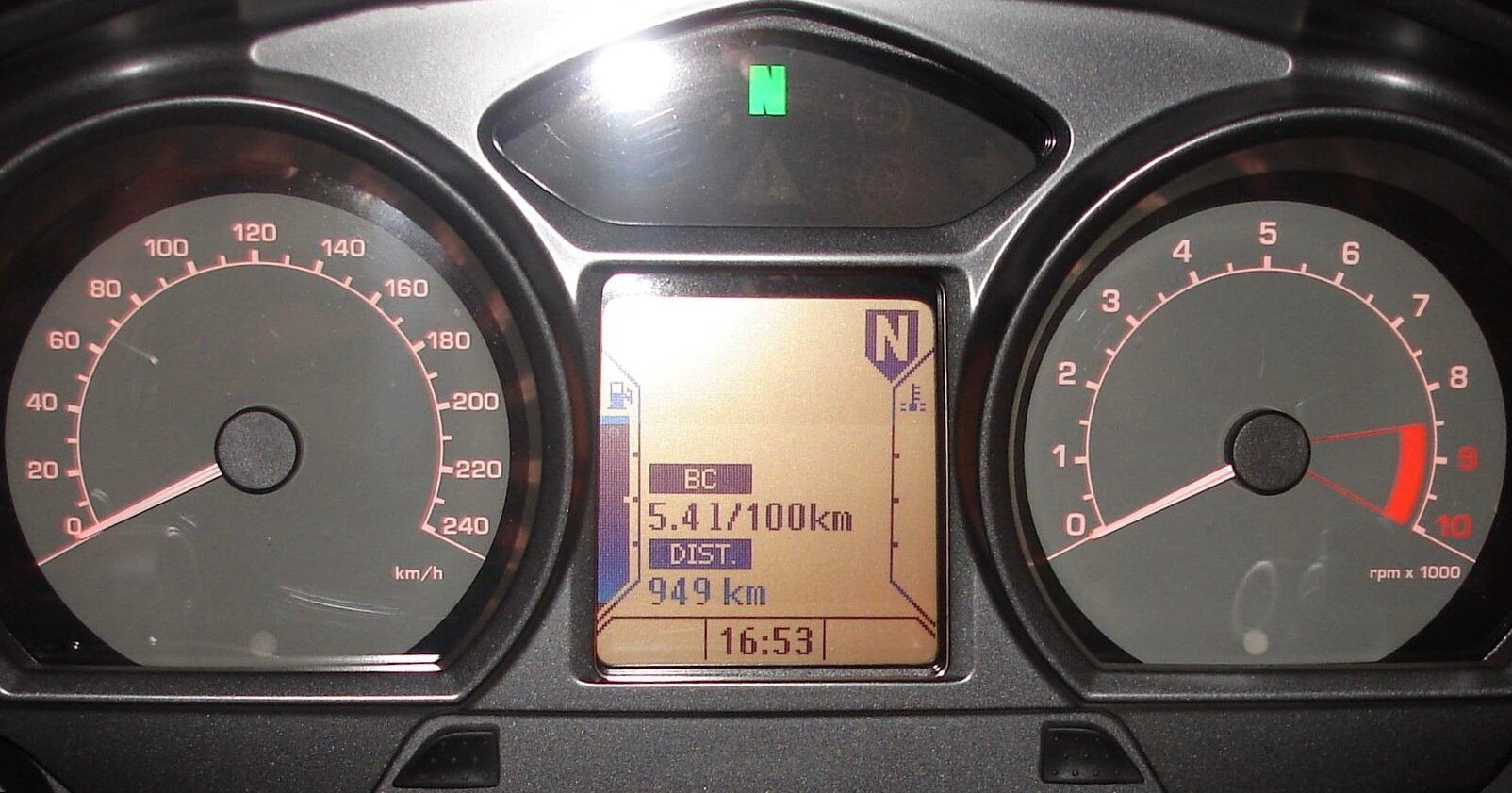
Cestovní computer